# Farnley (North Yorkshire)
Farnley – wieś i civil parish w Anglii, w hrabstwie North Yorkshire, w dystrykcie (unitary authority) North Yorkshire. Leży 39 km na zachód od miasta York i 289 km na północ od Londynu. W 2011 roku civil parish liczyła 338 mieszkańców. Farnley jest wspomniana w Domesday Book (1086) jako Fernelai/Fernelie.